# 漁具
漁具（ぎょぐ）は、人間が漁業を中心とする漁撈活動に用いている道具の総称。なお、漁船は漁具とは一般的には区別されるが、漁撈全般の観点では広義の漁具の一種である。

## 概要
漁具は歴史的には、先史時代の遺物として出土例もある銛や釣り針のように簡素なものから、漁網、さらに漁業機械へと進化を遂げてきた。一方で新しい漁具の開発が魚介類の乱獲を招く場合もある。
プラスチック製漁具は流出や放置、不適切な廃棄により漂流・漂着ごみ、さらにマイクロプラスチックの発生源にもなり、回収やリサイクルも試みられている。このように海洋汚染の原因になったり、海洋生物を絡めて死に至らせたりする流出・廃棄漁具は「幽霊漁具」（ゴーストギア）と呼ばれる。

## 漁具の種類

### 主漁具
漁具は主漁具と副漁具に区分される。主漁具とは網漁具や釣漁具のように直接漁撈に使用されるものをいう。

#### 網漁具
網漁具は定置網や刺し網のように固定した状態で魚が来るのを待つものと、地引き網や巻き網のように漁具を動かして魚を網の中に入れるものとに分けられる。

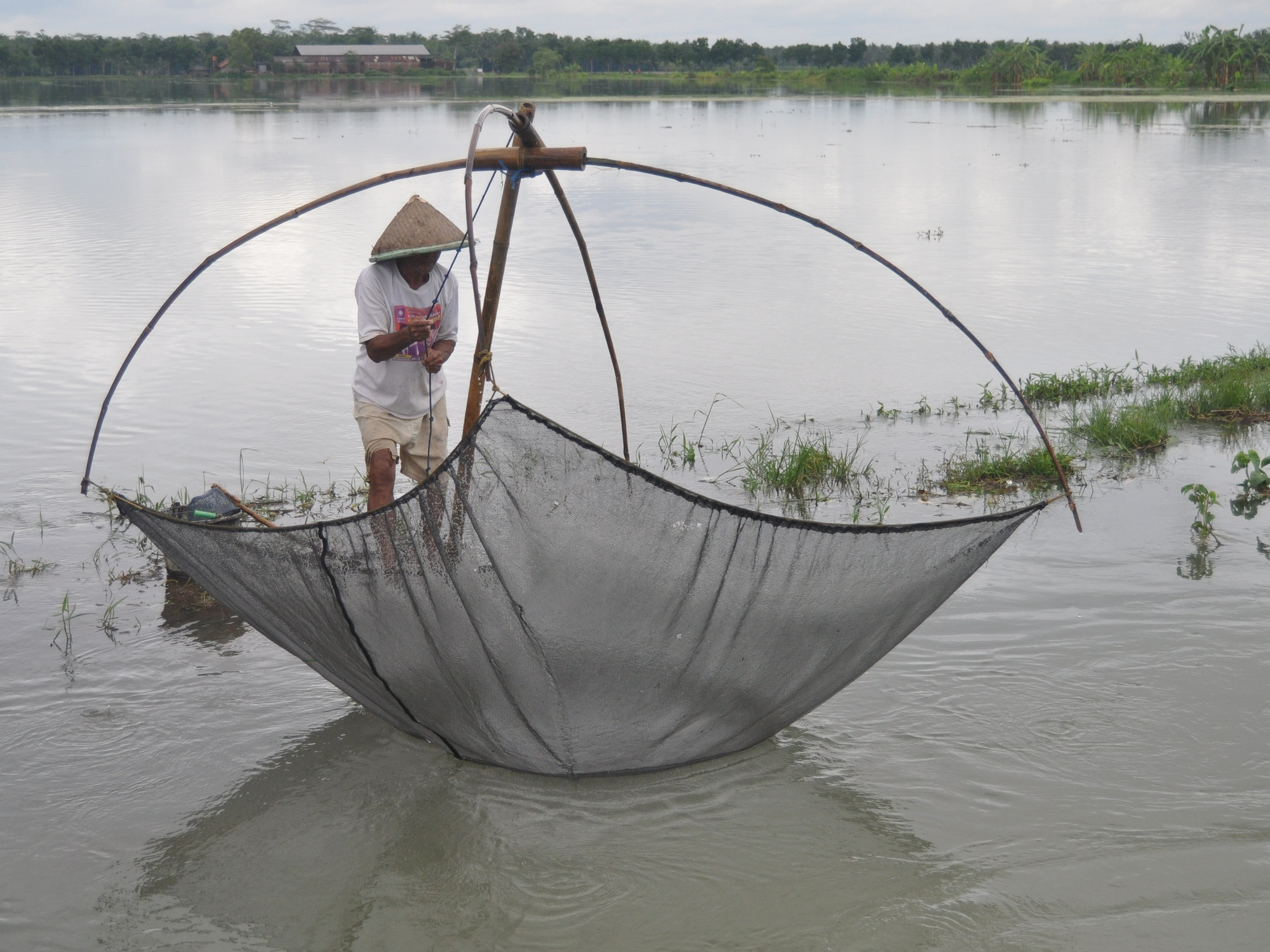
予め敷設して引き上げる敷網漁業の四手網。
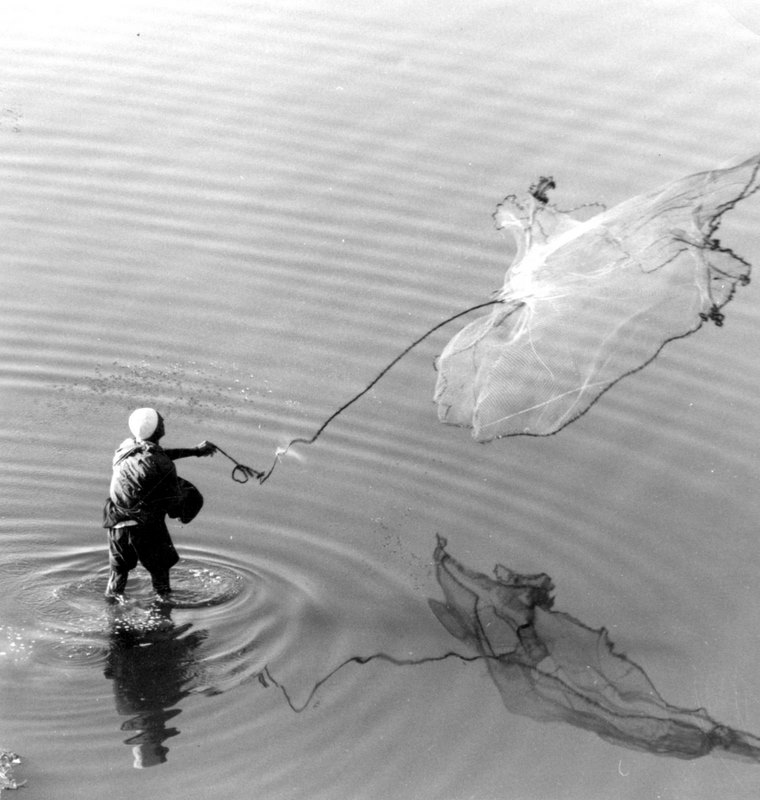
投網

#### 釣漁具
釣漁具はカツオなどの一本釣りの漁具のほか、延縄（はえなわ）などがあり、網漁具に比べて付属する道具が多い特徴がある。

#### 雑漁具
雑漁具には、刺突漁具（刺突具）、陥穽漁具（陥穽具）、はさみ具、かき具などをすべて含む。
- 刺突漁具（刺突具） - 水中を移動する魚類・クジラなどを徒行あるいは船上から直接刺突する道具（突具・鈎具）。簎（ヤス・矠とも表記）、鉤（カギ）、銛（モリ）などがある。

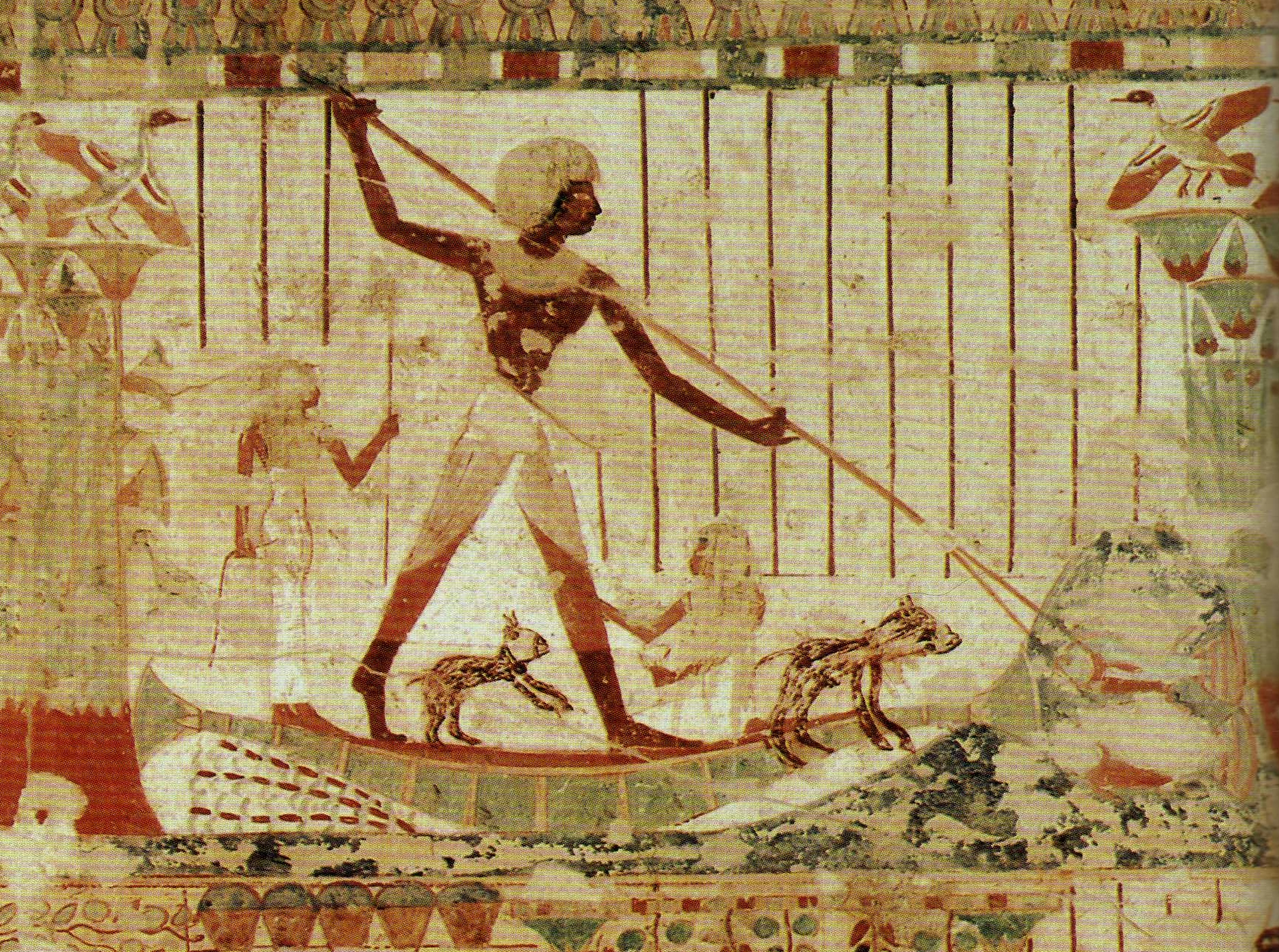
紀元前1430年頃の槍を持つ漁師。
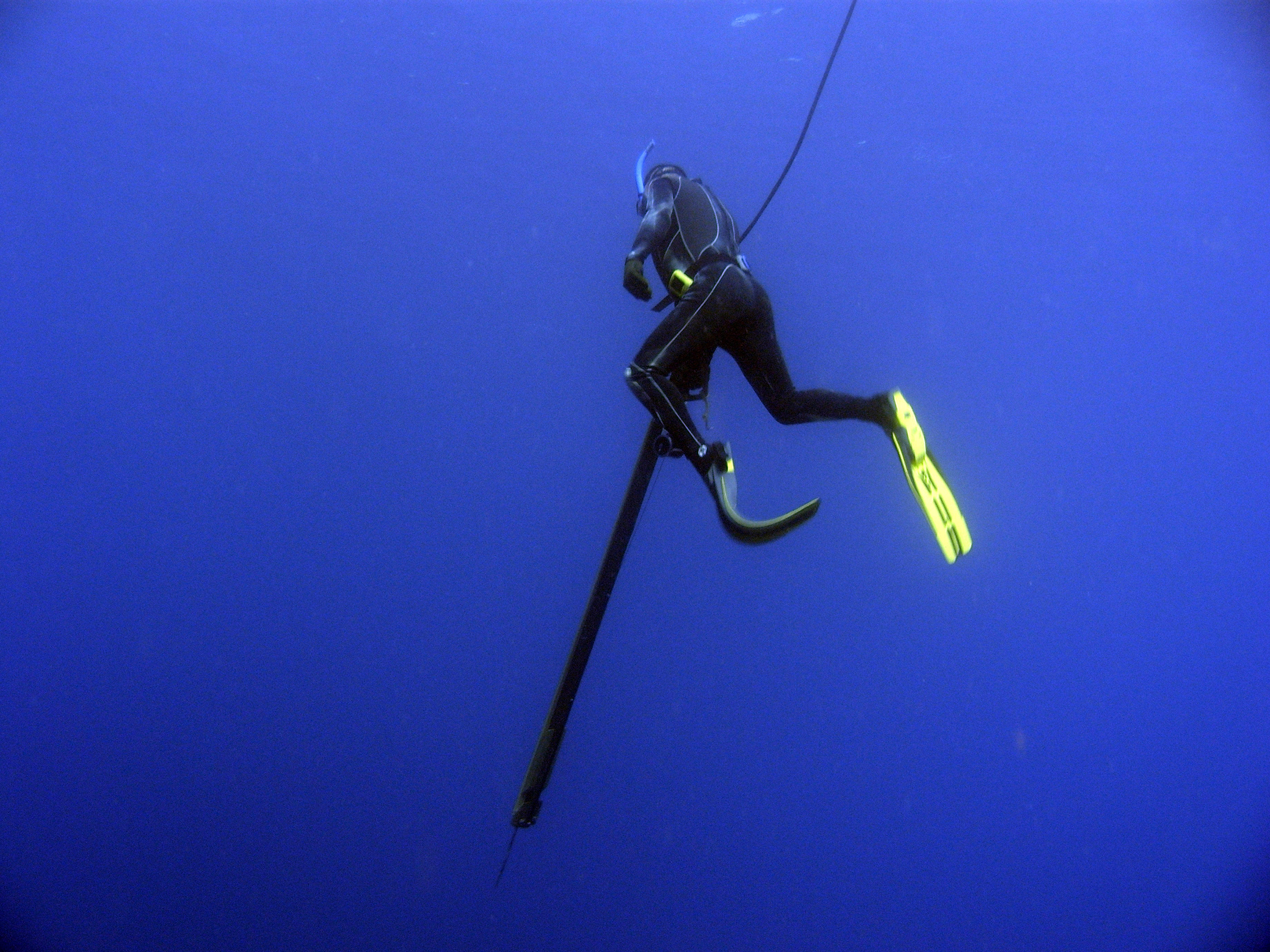
沖永良部島近くでイソマグロを狙う漁師。
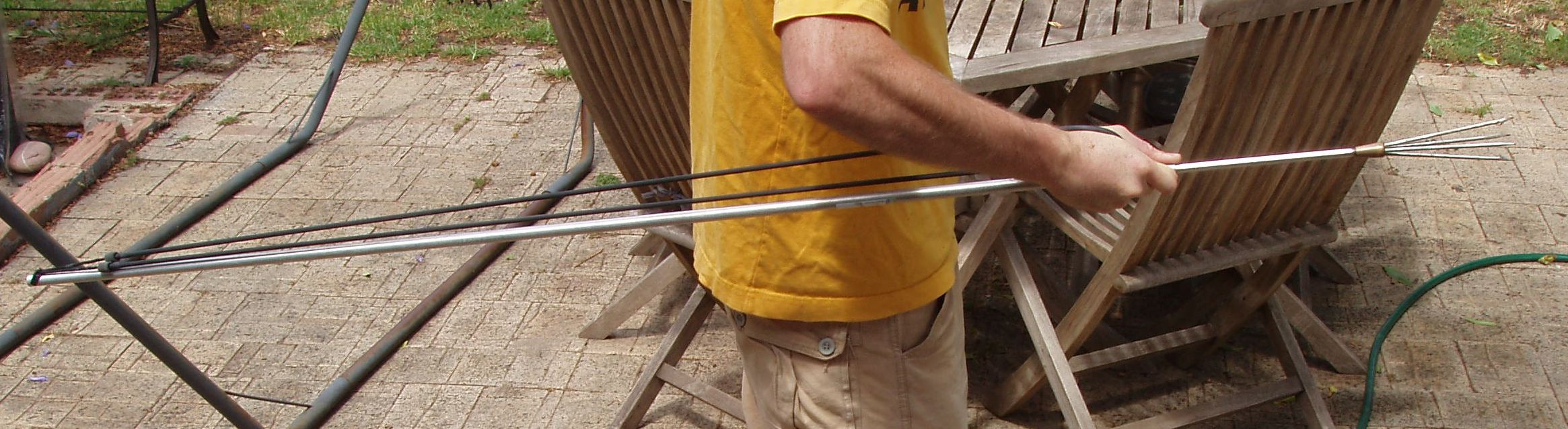
ポールスピア（英語版）
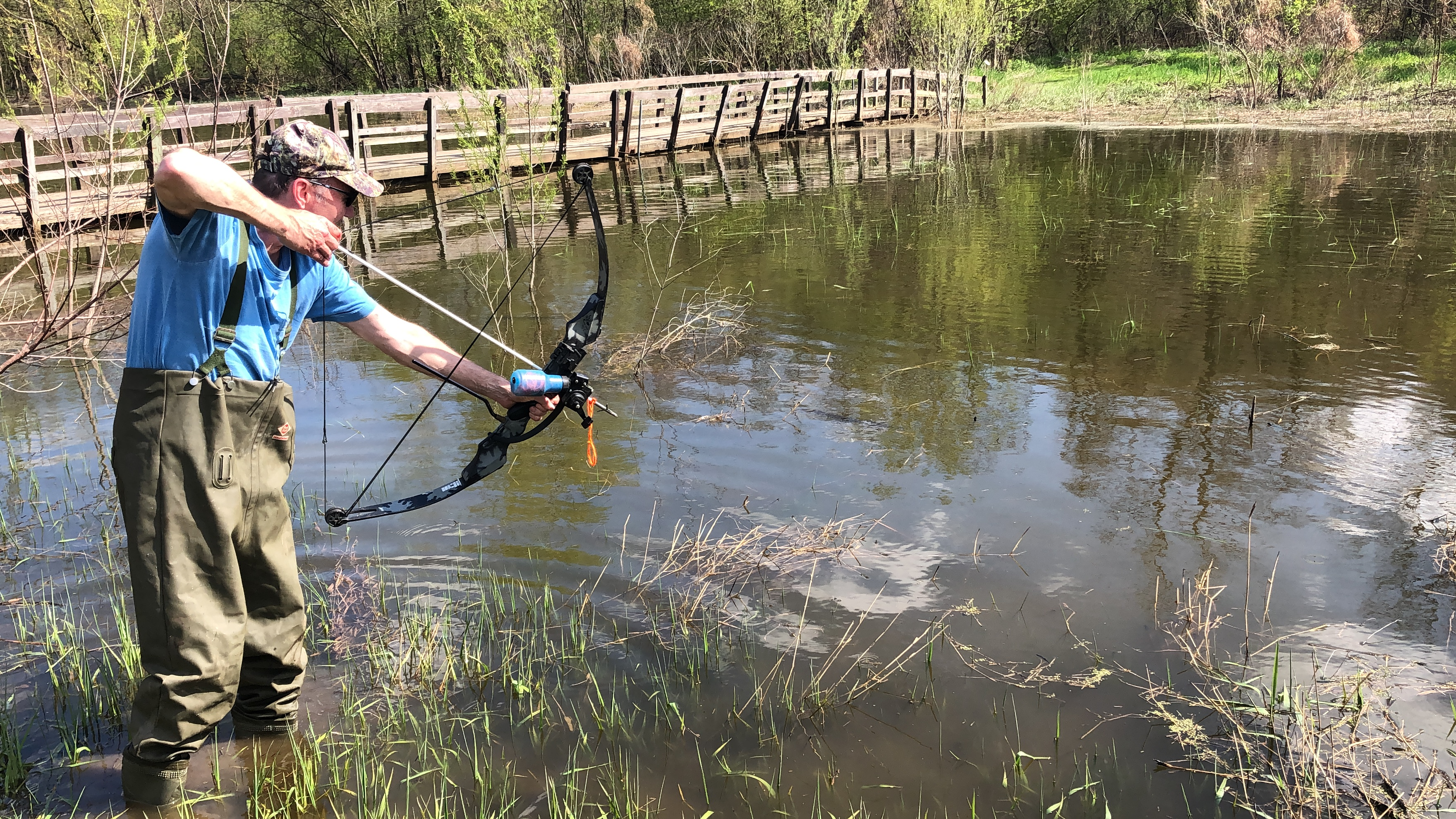
ボウフィッシング（英語版）
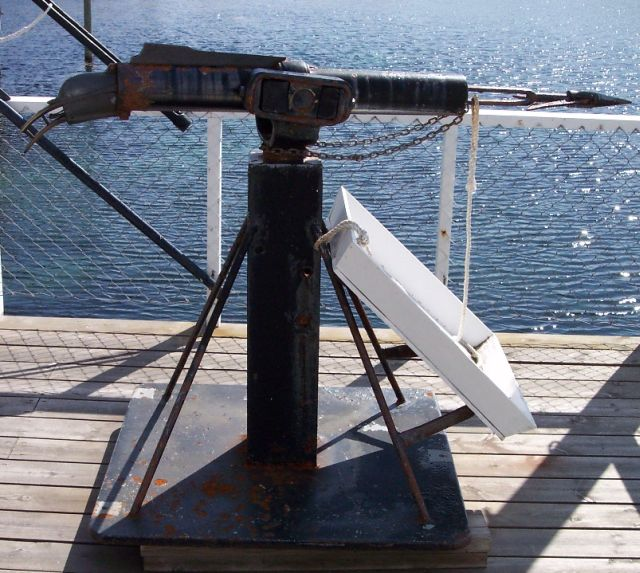
捕鯨砲

- 陥穽漁具（陥穽具） - 魚類の習性や生態を利用して仕掛けに誘導して捕獲するための漁具[7]。筌（ウケ）、梁（梁漁を参照）、魞（エリ）、籠、モンドリ、蛸壺、石干見などがある[7]。

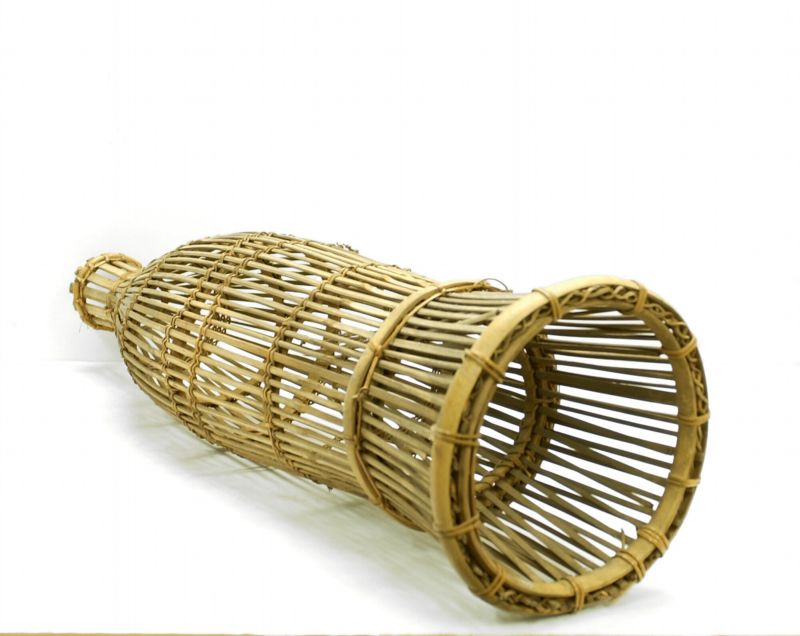
竹製の筌（ウケ、ウゲ）
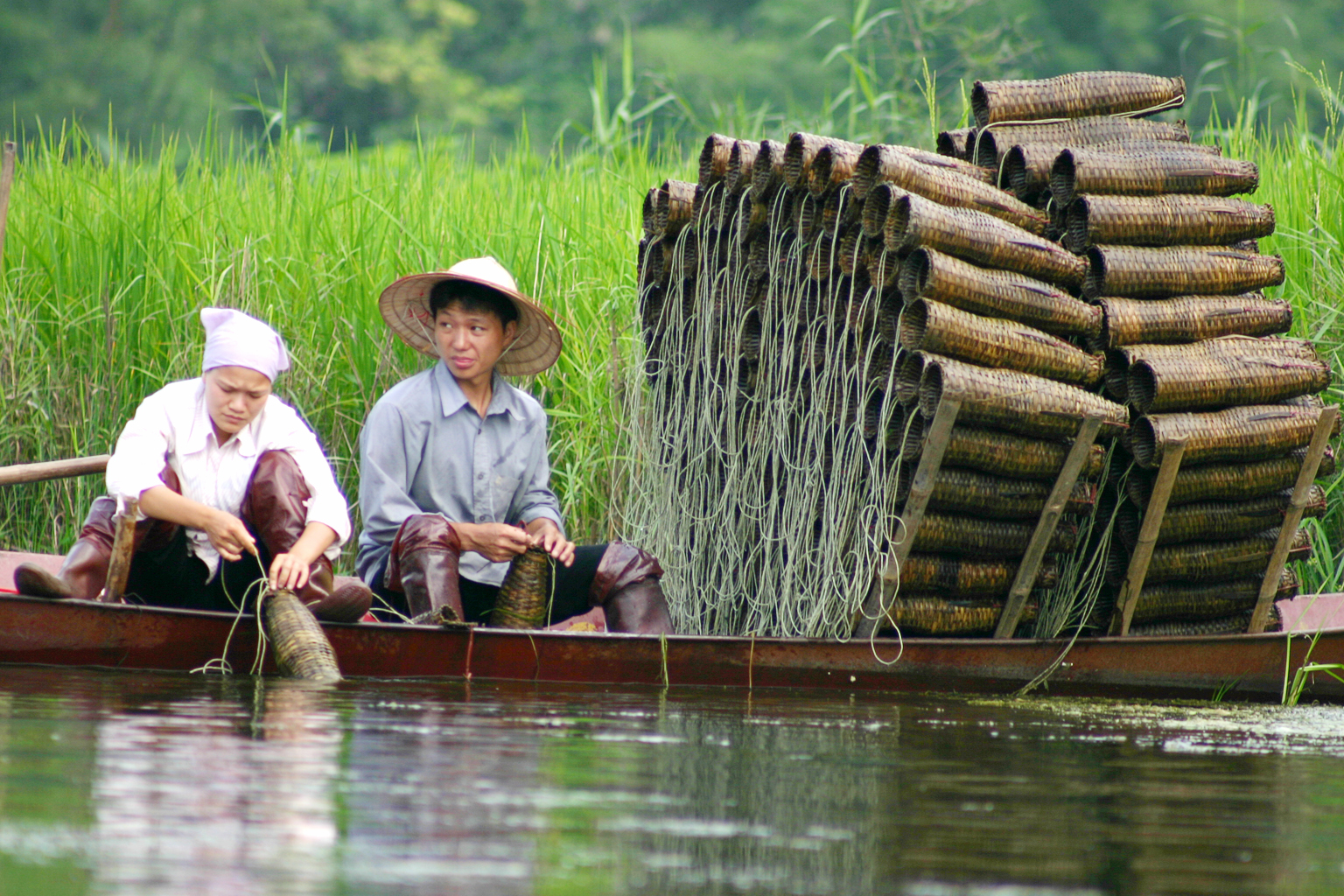
筌を沈めている様子
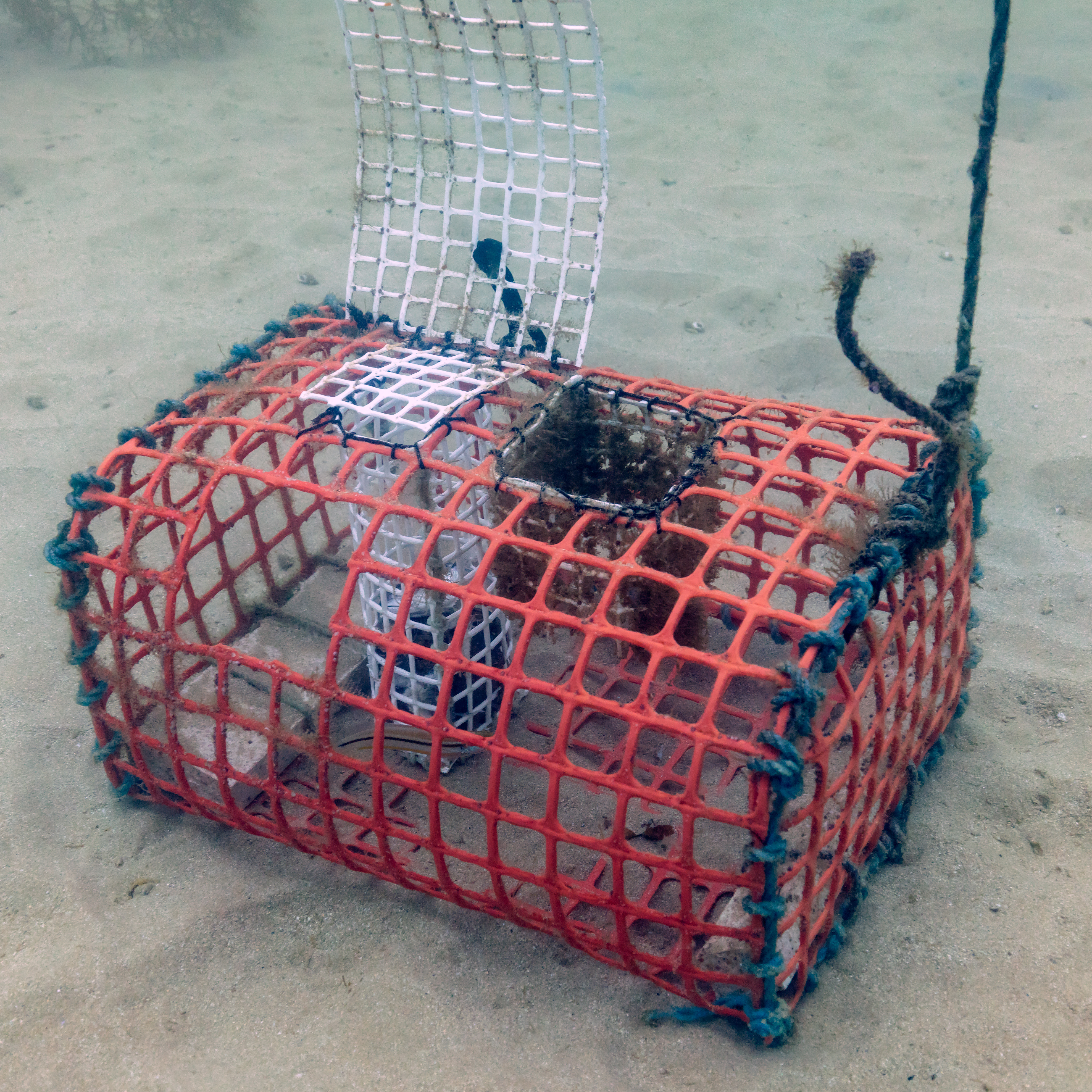
カニかご（英語版）
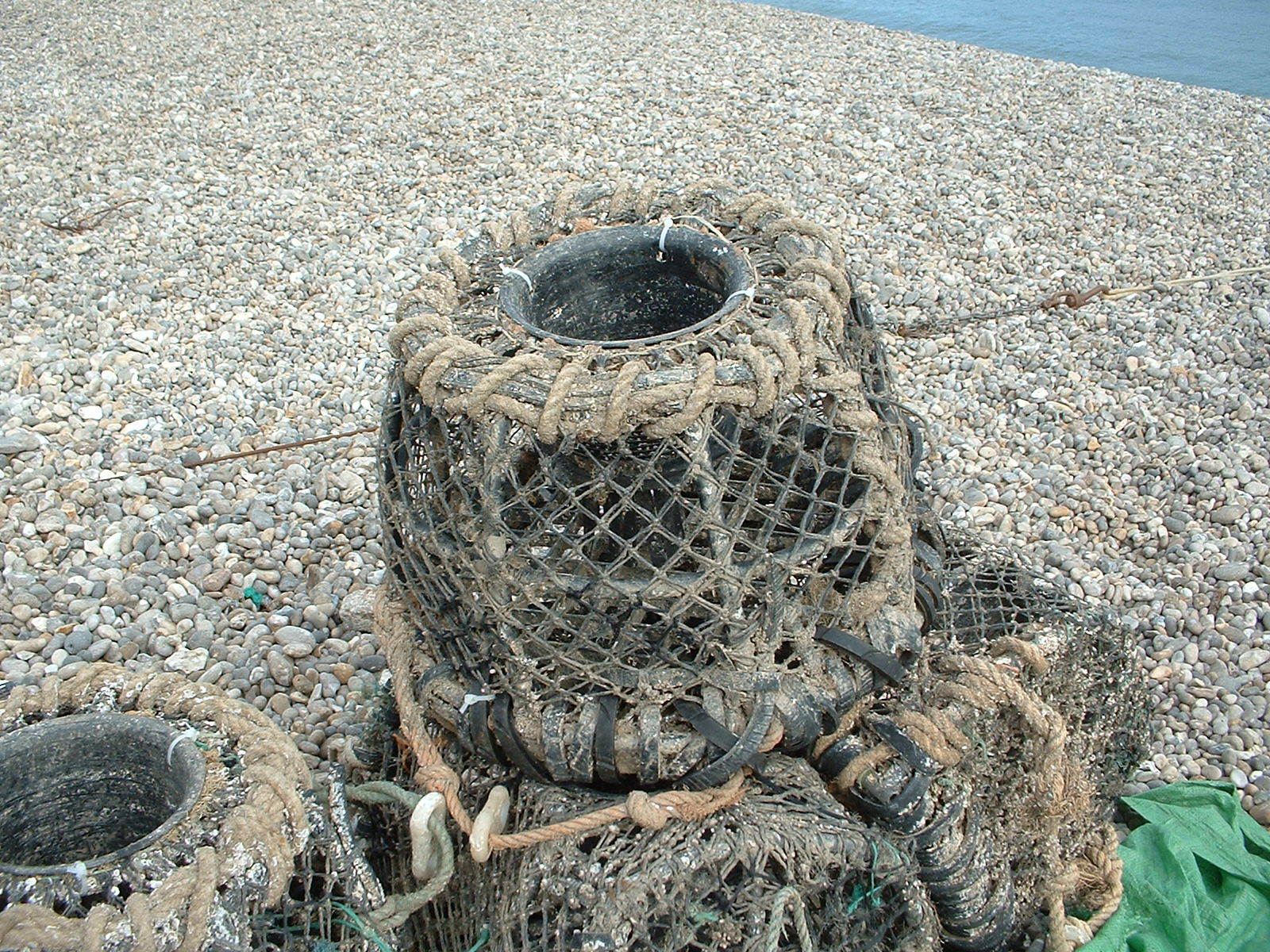
ロブスターポット（英語版）
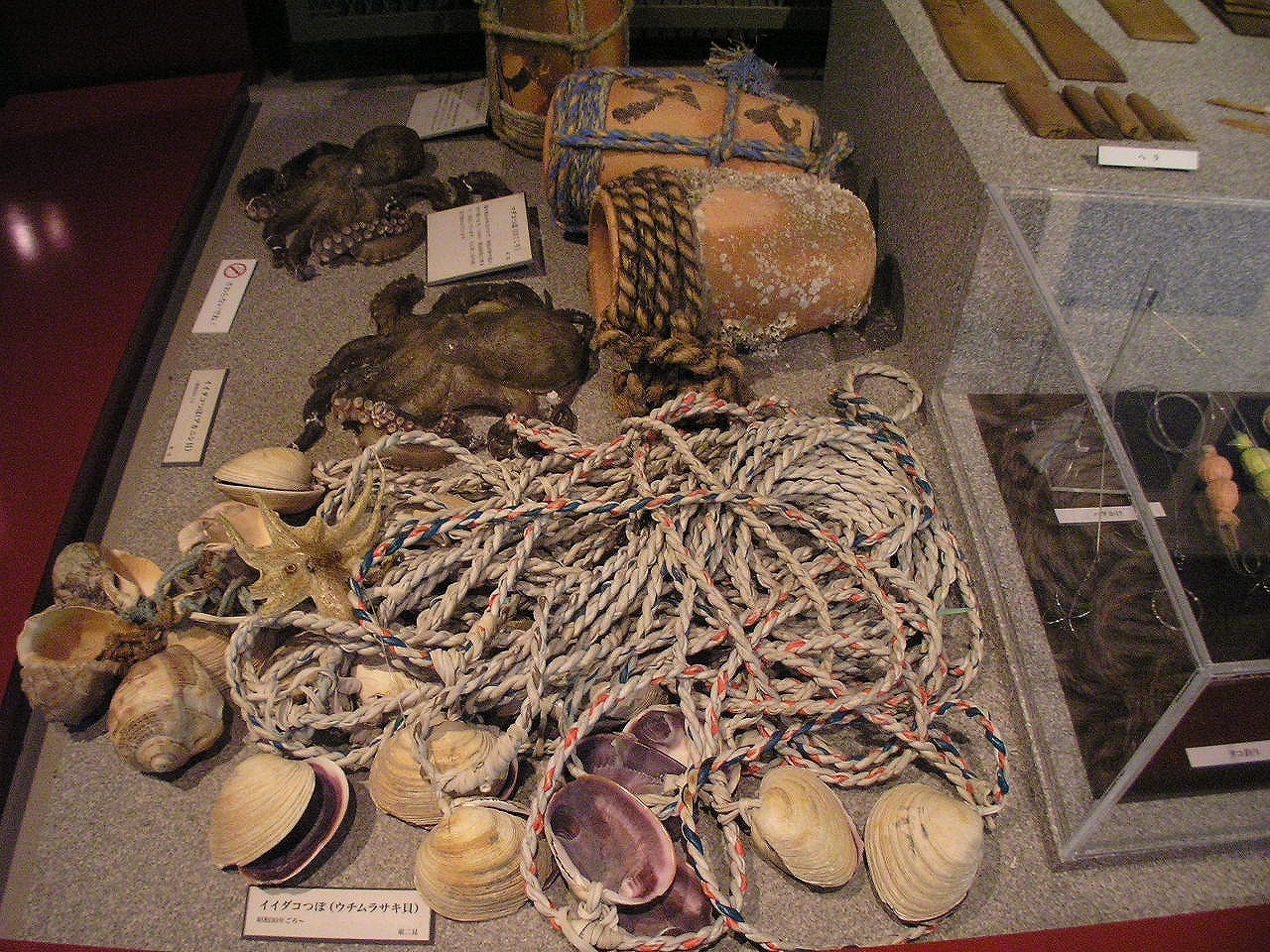
様々な種類の蛸壺

- 爬具（はぐ） - 岩場の貝類などを採捕する際に用いられる熊手などの金具[8]。地域によっては都道府県漁業調整規則のため使用に制限がある[8]。

### 副漁具
副漁具とは集魚灯や魚群探知機、電動リールのように、主漁具と併用することで漁撈の効果を有効確実にしたり、主漁具の操作を迅速かつ容易にして操業効率を上げるために使用されるものをいう。